# هذا اسمي (مسلسل)
هذا اسمي (بالكورية: 마이 네임) هو مسلسل كوري جنوبي، من بطولة هان سو هي، عرضت ثلاث حلقات من أصل ثماني حلقات في مهرجان بوسان السينمائي الدولي الـ26 في قسم ``على الشاشة '' الذي تم إنشاؤه حديثًا، في 7 أكتوبر 2021، تم إصدار المسلسل على نتفليكس في 15 أكتوبر 2021.

## القصة
بعد مقتل والدها، تضع امرأة مُتعطّشة للانتقام ثقتها في زعيم عصابة قويّ، وتنضمّ إلى قوّات الشرطة تحت إشرافه.

## طاقم
- هان سو هي بدور يون جي وو[7]
- بارك هي سوون في دور تشوي مو جين
- آهن بو هيون بدور جيون بيل دو
- كيم سانغ هو بدور تشا جي هو
- لي هاك جو في دور جونغ تاي جو
- تشانغ ريول بدور دو جانغ جاي

## الإنتاج

### صناعة
في 11 أغسطس 2020، أكدت نتفليكس من خلال بيان صحفي أنها ستوزع سلسلة أصلية كورية أخرى من أنتاجاتها، سيتم إنتاج السلسلة بواسطة شركة استوديو سانتا كلوز إنترتاينمنت. المسلسل سيكون من إخراج كيم جين مين الذي عمل على إخراج مسلسل محامي، خارج عن القانون، والكاذب وعشقته. ومن كتابة كيم با دا.

### طاقم
في سبتمبر 2020، تم تأكيد طاقم المسلسل التلفزيوني.

### التصوير
بدأ التصوير في نوفمبر 2020، وانتهى في فبراير 2021.

## روابط خارجية
- هذا اسمي على موقع IMDb (الإنجليزية)
- هذا اسمي على موقع روتن توميتوز (الإنجليزية)
- هذا اسمي على موقع نتفليكس (الإنجليزية)
- هذا اسمي على موقع كينوبويسك (الروسية)
- هذا اسمي على موقع قاعدة بيانات الفيلم (الإنجليزية)
- هذا اسمي على نتفليكس (الاشتراك مطلوب)
- هذا اسمي على هانسينما